# Lula, o Filho do Brasil
Lula, o Filho do Brasil é um livro biográfico que narra a trajetória de vida de Luiz Inácio Lula da Silva, Presidente da República do Brasil. Foi escrito pela jornalista Denise Paraná e editado em 2003 pela Fundação Perseu Abramo, instituição ligada ao Partido dos Trabalhadores (PT). A obra veio a público, em escala menor, pela editora Xamã em 1996.
A jornalista se baseou em cinco entrevistas com o próprio Lula e 14 entrevistas com seus familiares e amigos, para refazer a trajetória deste desde sua saída do semiárido nordestino até sua chegada à presidência da República, passando pelo período em que foi líder sindicalista perseguido pela ditadura militar e que ajudou a fundar o Partido dos Trabalhadores (PT), um dos expoentes da esquerda na América Latina. O intelectual Antonio Candido escreveu o prefácio do livro. A edição de "Lula, o Filho do Brasil", publicada pela Fundação Perseu Abramo superou, em outubro de 2009, a marca dos 11.600 exemplares vendidos.
O livro recebeu uma adaptação cinematográfica produzida por Luiz Carlos Barreto, dirigida por Fábio Barreto, - cineasta indicado ao Oscar de melhor filme estrangeiro por O Quatrilho -, e com roteiro co-escrito por Paraná, com lançamento comercial em janeiro de 2010. O filme narra a trajetória de Lula até a morte de sua mãe Dona Lindu, quando o ex-presidente era um líder sindical de 35 anos preso pela ditadura e, portanto, não mostrará a fundação do PT.

## Nova biografia
Pouco antes da estreia da adaptação cinematográfica, Denise Paraná escreveu outro livro contendo a biografia de Lula, lançando-o com o nome A História de Lula: O Filho do Brasil, pela Editora Objetiva. Enquanto o primeiro livro foi decorrente de sua tese de doutorado e tinha 530 páginas, a nova publicação tem 144 páginas e contém, além de dados levantados por ocasião do doutorado, pesquisas recentes.